# Delphine Lecompte
Pour les articles homonymes, voir Lecompte.
Delphine Lecompte, née le 22 janvier 1978 à Gand (Belgique), est une poétesse flamande.
En 2010, elle remporte le prix  C. Buddingh pour son premier recueil de poésie De dieren in mij. L’année suivante, elle reçoit le prix de littérature de la province de Flandre-Occidentale pour ses débuts.

## Publications
- (nl) De dieren in mij, 2009
- (nl) Verzonnen prooi, 2010
- (nl) Blinde gedichten, 2012
- (nl) Schachten en amuletten, 2013
- (nl) De baldadige walvis, 2014
- (nl) Dichter, bokser, koningsdochter, 2015
- (nl) Ouest, 2017

### Traduites en français
- Johan de Boose (nl), Delphine Lecompte et Jan H. Mysjkin (trad. Pierre Gallissaires), Trois poètes flamands, Nantes, Le Murmur, 147 p. (ISBN 978-2-915099-83-6)
- Je suis Delphine et on est mercredi  (trad. Katelijne De Vuyst, préf. Laurence Vielle), L'Arbre de Diane, coll. « Soleil du Nord », 2020, 67 p. (ISBN 978-2-930822-16-7)

## Prix et distinctions
- 2010 : prix C. Buddingh pour De dieren in mij[1]
- 2011 : prix de littérature de la province de Flandre-Occidentale pour De dieren in mij[1]